# Jennifer Rodriguez

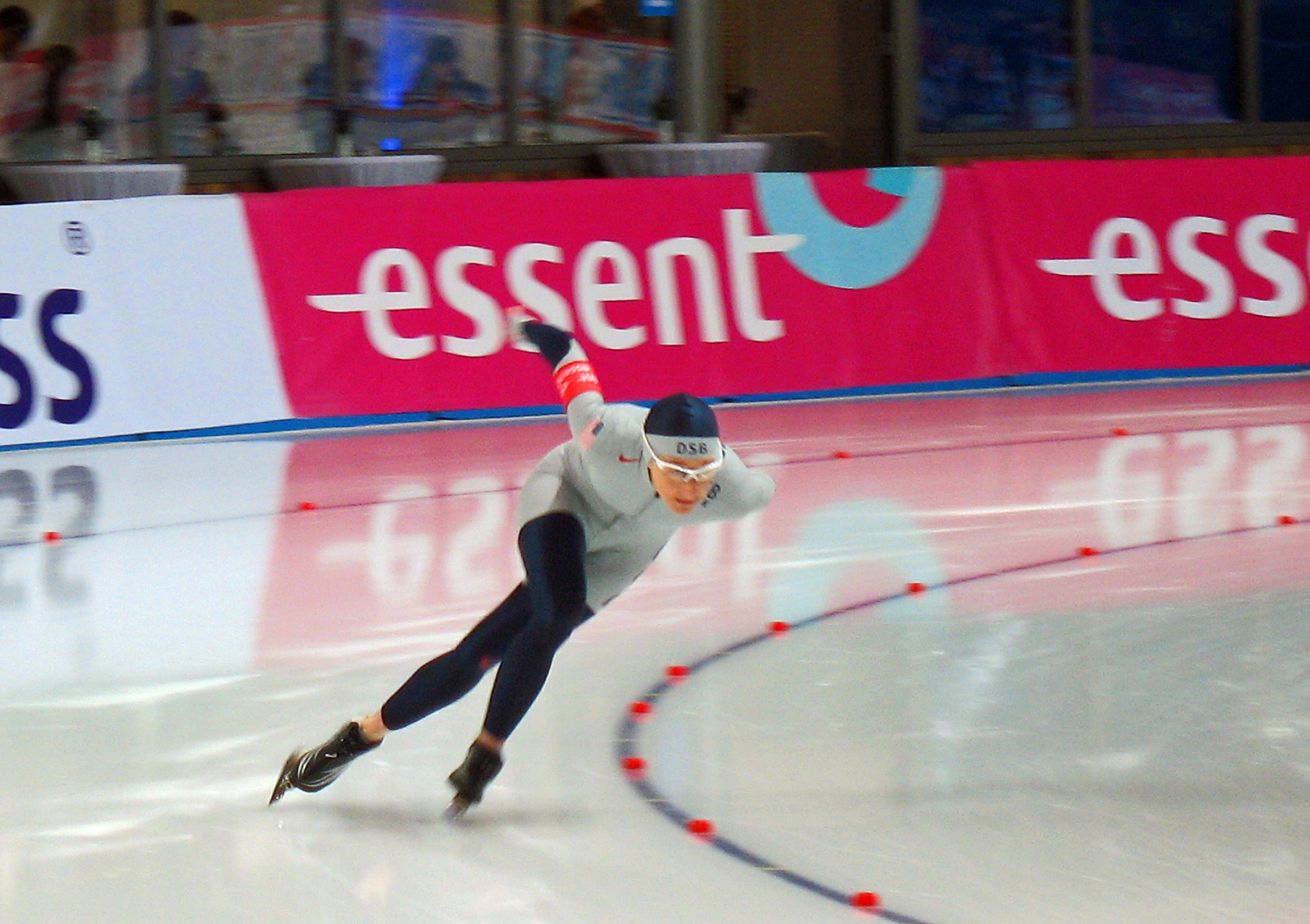
Jennifer Rodriguez 2008

Jennifer Rodriguez (* 8. Juni 1976 in Miami) ist eine US-amerikanische Eisschnellläuferin.
Sie begann ihre Laufbahn als Rollkunstläuferin und mit zweiten und dritten Plätzen bei Weltmeisterschaften. Später wechselte sie zum Inline-Skating und wurde dort 1993 Weltmeisterin. 1996 startete sie ihre Laufbahn als Eisschnellläuferin und qualifizierte sich 1998, 2002 und 2006 für die Olympischen Winterspiele. Bei den Spielen in Salt Lake City gewann sie über 1000 und 1500 Meter jeweils die Bronzemedaille. Im Jahr 2005 wurde sie Weltmeisterin im Sprint.